# Siciliansk ros
Siciliansk ros (Rosa sicula) är en art i familjen rosväxter som förekommer naturligt i Medelhavsområdet och i nordvästra Afrika. Arten odlas ibland som trädgårdsväxt i Sverige.

## Synonymer
- Rosa agrestis subsp. sicula (Trattinick) H.Christ, 1887
- Rosa caesia var. thuretii Burnat & Gremli
- Rosa glutinosa f. sicula (Trattinick) H.Christ, 1877
- Rosa glutinosa subsp. sicula (Trattinick) Arcang., 1882
- Rosa glutinosa subsp. thuretii (Burnat & Gremli) Arcang., 1882
- Rosa glutinosa var. thuretii (Burnat & Gremli) Halácsy, 1900
- Rosa gracilens Crép. nom. inval., 1874
- Rosa heckeliana var. sicula (Trattinick) Nyman, 1878
- Rosa horrida subsp. serafinii (Viviani) Almquist
- Rosa maginae Cuatrec., 1926
- Rosa montana var. gracilens Crép., 1874
- Rosa rubiginosa subsp. sicula (Trattinick) Malagarriga
- Rosa rubiginosa subsp. thuretii (Burnat & Gremli) H.Christ, 1887
- Rosa sepium subsp. serafinii (Viviani) Nyman, 1878
- Rosa serafinii Viviani, 1824
- Rosa serafinii f. ligustica H.Christ, 1876
- Rosa serafinii subsp. ligustica (H.Christ) Arcang., 1882
- Rosa serafinii var. ligustica (H.Christ) Burnat & Gremli, 1879
- Rosa serafinii f. veridica H.Christ nom. illeg.? 1877
- Rosa serafinii subsp. veridica (H.Christ) Arcang. nom. illeg.? 1882
- Rosa serafinii var. veridica (H.Christ) Burnat & Gremli nom. illeg.? 1879
- Rosa sicula var. gracilens (Crép.) Pau, 1929
- Rosa sicula var. gussonii Burnat & Gremli nom. illeg, 1887
- Rosa sicula f. hispanica Debeaux & É.Rev. nom. nud, 1906
- Rosa sicula f. hispanica Debeaux & É.Rev. ex Pau nom. nud, 1905
- Rosa sicula var. hispanica Debeaux & É.Rev. nom. nud, 1904
- Rosa sicula f. ligustica (H.Christ) R.Keller, 1931
- Rosa sicula subsp. ligustica (H.Christ) Arcang., 1894
- Rosa sicula subvar. ligustica (H.Christ) Burnat & Gremli, 1887
- Rosa sicula f. pedunculata Pau nom. nud, 1905
- Rosa sicula subsp. serafinii (Viviani) Arcang., 1894
- Rosa sicula var. serafinii (Viviani) Wallr., 1828
- Rosa sicula subvar. thuretii (Burnat & Gremli) C.Vicioso, 1948
- Rosa sicula var. thuretii (Burnat & Gremli) Crép., 1898
- Rosa sicula subsp. veridica (H.Christ) Arcang. nom. illeg.? 1894
- Rosa sicula var. veridica (H.Christ) Burnat & Gremli nom. illeg.? 1887
- Rosa thuretii (Burnat & Gremli) Burnat & Gremli, 1883
- Rosa viscaria var. ligustica (H.Christ) Rouy, 1900
- Rosa viscaria subsp. serafinii (Viviani) Rouy & E.G.Camus
- Rosa viscaria subsp. sicula (Trattinick) Rouy, 1900
- Rosa viscaria var. thuretii (Burnat & Gremli) Rouy, 1900
- Rosa viscaria var. veridica (H.Christ) Rouy nom. illeg.? 1900
- Wikimedia Commons har media som rör Siciliansk ros.